# Cyphocleonus dealbatus
Cyphocleonus dealbatus är en skalbaggsart som först beskrevs av Gmelin 1790.  Cyphocleonus dealbatus ingår i släktet Cyphocleonus, och familjen vivlar. Arten har ej påträffats i Sverige.